# تشاه بور فاطمي (جزين)
تشاه بور فاطمي (بالفارسية: چاه پورفاطمی) هي مستوطنة تقع في إيران في قسم جزين الريفي.